# Globule Lyman-α

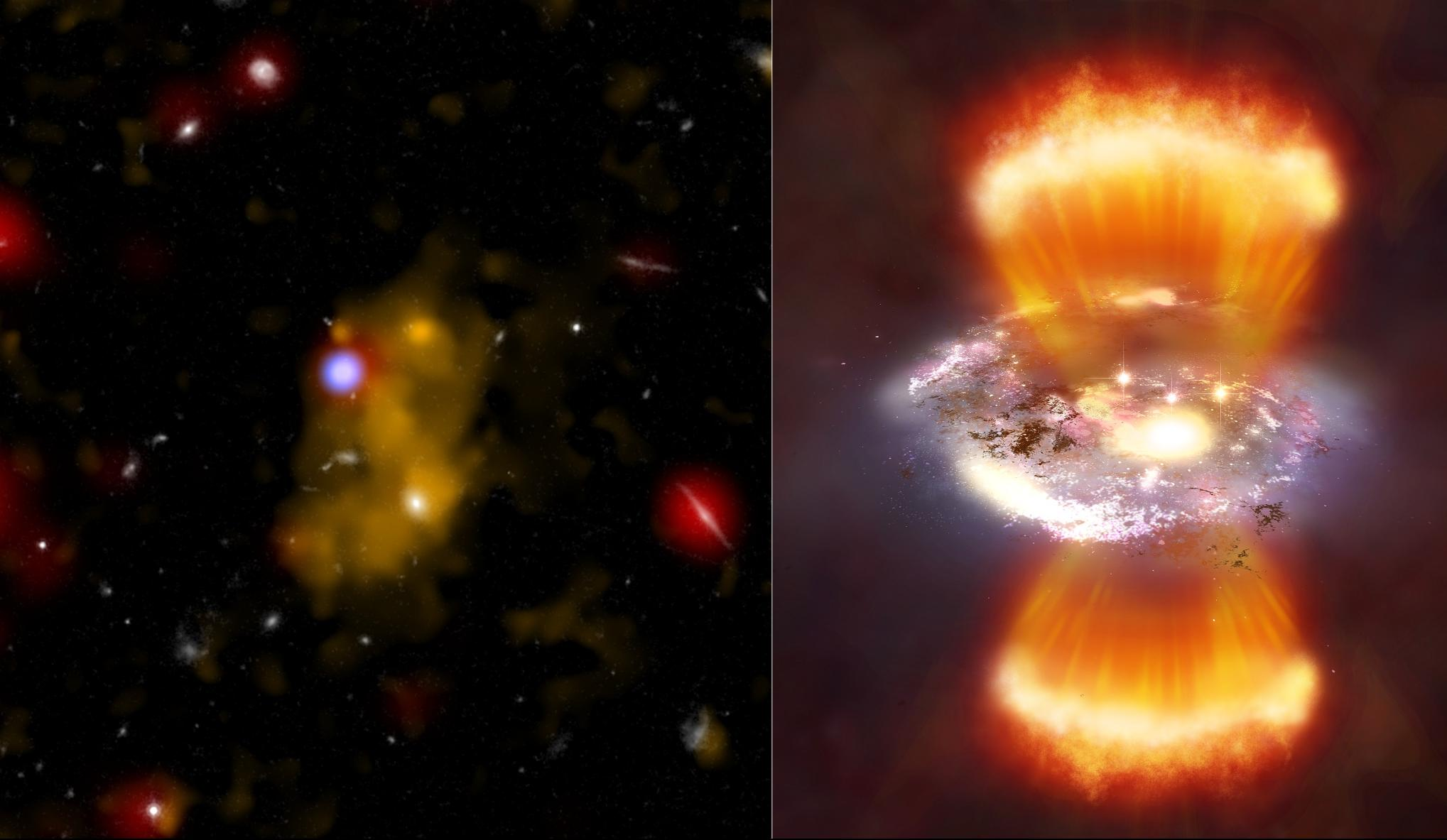
Un globule Lyman-alpha (à gauche) et une vue d’artiste de ce à quoi cela pourrait ressembler vu à une distance relativement proche (à droite).

Un globule Lyman-α (en anglais : Lyman-α blob, en abrégé LAB), est un objet céleste formé d'une grande concentration de gaz émettant dans la raie de Lyman-α.
Le rayon d’émission Lyman-alpha est produit lors de la combinaison des électrons avec les atomes d’hydrogène ionisés. Les LAB font partie des objets individuels connus les plus grands de l’Univers. En particulier, Himiko possède un diamètre de 17 kiloparsecs. La taille de certaines de ces structures gazeuses est supérieure à 400 000 années-lumière. Jusqu'ici, ils n'ont été découverts que dans la partie de l'Univers à fort décalage vers le rouge à cause de la nature ultraviolette du rayon d'émission Lyman-alpha. Du fait du filtrage très efficace des rayons ultraviolets par l'atmosphère terrestre, les photons Lyman-alpha doivent subir un décalage vers le rouge très important pour que leur transmission ne soit pas bloquée par l’atmosphère.
Les globules Lyman-alpha les plus connus sont découverts en 2000 par Steidel et al.. Plus tard, Matsuda et al., en utilisant le télescope Subaru de l'observatoire astronomique national du Japon, étend la recherche de LAB et en trouve plus de 30 nouveaux dans le champ déjà examiné par Steidel bien qu'ils soient d'une taille inférieure aux LAB originaux. Ces LAB forment une structure qui s'étend sur plus de 20 millions années-lumière. On ne sait toujours pas aujourd'hui (2010) si les LAB constituent des traces de surdensités de galaxies dans l'Univers à grand décalage vers le rouge (comme le sont par exemple les radio-galaxies à grand décalage vers le rouge qui sont également des halos étendus de raies Lyman-alpha), ni quels mécanismes produisent l'émission de raies Lyman-alpha, ou comment les LAB sont connectés avec les galaxies environnantes. Les globules Lyman-alpha peuvent contenir des indices d'une grande valeur scientifique pour déterminer l'origine de la formation des galaxies.
Les globules Lyman-alpha les plus massifs sont découverts par Steidel et al. en 2000, Francis et al. en 2001, Matsuda et al. en 2004, Dey et al. en 2005, Nilsson et al. en 2006 et Smith et Jarvis et al. en 2007.